# Mentodus facilis
Mentodus facilis är en fiskart som först beskrevs av Parr, 1951.  Mentodus facilis ingår i släktet Mentodus och familjen Platytroctidae. Inga underarter finns listade i Catalogue of Life.